# 東福寺野自然公園
東福寺野自然公園（とうふくじのしぜんこうえん）は、富山県滑川市東福寺野41にある公園である。

## 概要
滑川市街地から7km、標高約300mに位置する都市公園である。1976年から建設に着手し、1977年7月20日に完成、開園式、7月21日にオープンした。完成当初は『ファミリーパーク』の愛称が付けられていた。
1983年4月28日には、置県100年、滑川市制施行30周年記念の県植樹祭が当公園で催された。
かつては、財団法人滑川市青少年婦人研修センター（1972年設立）が運営管理を行っていたが、2013年10月以降は一般財団法人 滑川市文化・スポーツ振興財団が運営管理を行っている（当初は2015年3月31日までの予定であった）

## 主な施設
入園口
富山港線の越中中島駅の旧駅舎を移築した建物である。
海の見える時計台
滑川市が同市出身の作曲家・高階哲夫の功績を称えて設置した時計台で、1981年11月1日に竣工（竣工式は同年10月12日）。札幌市時計台をモデルとしている。1時間ごとに高階氏作曲の『時計台の鐘』のメロディーが流れる。時計台の内部（1階は高階の功績を物語る写真や関連資料を常時展示している。2011年9月3日に展示の一部をリニューアル）
SLハウス
全10室の宿泊施設で、各部屋にキッチンや冷蔵庫を完備している。SLは『デコイチ』の愛称で親しまれているD51形（1940年製造）。北海道で活躍し、1976年に解体予定であった車両を滑川市が譲り受けた。1977年7月21日開園時からの施設で、かつては寝台車を宿泊棟に使用したSLホテルであった。
青雲閣（青少年婦人研修センター）
1973年6月25日に起工式を行い、1974年7月20日（一部資料では同年7月10日）に完成した研修施設で、宿泊学習などに利用されている。老朽化および未耐震で耐震化する場合は多額の費用がかかることから、2023年に建物を解体する方針となった。
民俗資料館（岩城家）
江戸時代末期の豪農の家・岩城家を移築、復元し、民俗資料館として活用している。1977年7月21日開園時からの施設である。
馬締池（人造ミニ湖）
いかだで湖を渡れる（以前はタライを使用していた）。2020年8月4日には、いかだの愛称が『キラピカ号』、『トム・ソーヤ号』、『ほたるいかだ丸』の3種類に決定した。
親水池
パークゴルフ場
27ホール。1992年7月4日完成。
望海亭主
軽食コーナー。
ふわふわドーム
木製遊具
複合遊具
ローラー滑り台
芝生広場
休憩広場
多目的広場
バーベキュー広場
2000年4月29日には、富山県内初の屋内バーベキュー施設（木造平屋建て）の利用が開始された。
天文台
桔梗橋
茶室
かつては海上自衛隊のシコルスキー型輸送用ヘリコプターやジェット機も貸与・展示されていた（千葉県下総の基地から運搬）。この他、ロケット天望台や3連のウォータースライダーも存在していた。

## 営業状況
開園時間は9時から17時まで、冬季は休園する。

## 交通
- 北陸自動車道滑川ICから自動車で約10分。
- 滑川市街地から自動車で約20分。
- 滑川市コミュニティバス小森ルート『東福寺野自然公園』で降車。

## 関連リンク
- 東福寺野自然公園（滑川市文化・スポーツ振興財団）